# Stenodynerus mimulus
Stenodynerus mimulus är en stekelart som först beskrevs av Edoardo Zavattari 1912.
Stenodynerus mimulus ingår i släktet smalgetingar och familjen Eumenidae. Inga underarter finns listade i Catalogue of Life.